# WTA Tour 1989
Die WTA Tour 1989 (offiziell: Virginia Slims World Championships Series 1989) war der 19. Jahrgang der Damentennis-Turnierserie, die von der Women’s Tennis Association ausgetragen wird.
Die Teamwettbewerbe Hopman Cup und Federation Cup werden wie die Grand-Slam-Turniere nicht von der WTA, sondern von der ITF organisiert. Sie werden dennoch aufgeführt, da die Spitzenspielerinnen auch dort in der Regel spielen.

## Turnierplan
| Kategorie          |
| ------------------ |
| Grand Slam         |
| Tour Championships |
| Tier I             |
| Tier II            |
| Tier III           |
| Tier IV & V        |

| Sonstige       |
| -------------- |
| Hopman Cup     |
| Federation Cup |

### Erklärungen
Die Zeichenfolge von z. B. 128E/96Q/64D/32M hat folgende Bedeutung:

128E = 128 Spielerinnen spielen im Einzel

96Q = 96 Spielerinnen spielen die Qualifikation

64D = 64 Paarungen spielen im Doppel

32M = 32 Paarungen spielen im Mixed

### Dezember
| Datum 1 | Turnier                                      | Sieger(in)                   | Finalgegner(in)          | Ergebnis |
| ------- | -------------------------------------------- | ---------------------------- | ------------------------ | -------- |
| 26.12.  | Hopman Cup Perth, Australien ITF – Hartplatz | Helena Suková Miloslav Mečíř | Hana Mandlíková Pat Cash | 2:0      |

### Januar
| Datum 1 | Turnier                                                                                     | Sieger(in)                      | Finalgegner(in)                         | Ergebnis      |
| ------- | ------------------------------------------------------------------------------------------- | ------------------------------- | --------------------------------------- | ------------- |
| 02.01.  | Danone Hardcourt Open Brisbane, Australien Tier V – 150.000 $ Hartplatz – 56E/28D           | Helena Suková                   | Brenda Schultz                          | 7:6, 7:6      |
| 02.01.  | Danone Hardcourt Open Brisbane, Australien Tier V – 150.000 $ Hartplatz – 56E/28D           | Jana Novotná Helena Suková      | Patty Fendick Jill Hetherington         | 6:7, 6:1, 6:2 |
| 09.01.  | New South Wales Women’s Open Sydney, Australien Tier IV – 200.000 $ Hartplatz – 56E/32Q/28D | Martina Navratilova             | Catarina Lindqvist                      | 6:2, 6:4      |
| 09.01.  | New South Wales Women’s Open Sydney, Australien Tier IV – 200.000 $ Hartplatz – 56E/32Q/28D | Martina Navratilova Pam Shriver | Elizabeth Smylie Wendy Turnbull         | 6:3, 6:3      |
| 16.01.  | Australian Open Melbourne, Australien Grand Slam – 937.882 $ Hartplatz – 128E/48Q/64D/32M   | Steffi Graf                     | Helena Suková                           | 6:4, 6:4      |
| 16.01.  | Australian Open Melbourne, Australien Grand Slam – 937.882 $ Hartplatz – 128E/48Q/64D/32M   | Martina Navratilova Pam Shriver | Patty Fendick Jill Hetherington         | 3:6, 6:3, 6:2 |
| 16.01.  | Australian Open Melbourne, Australien Grand Slam – 937.882 $ Hartplatz – 128E/48Q/64D/32M   | Jana Novotná Jim Pugh           | Zina Garrison Sherwood Stewart          | 6:3, 6:4      |
| 30.01.  | Nutri-Metics Auckland, Neuseeland Tier V- 75.000 $ Hartplatz – 32E/32Q/16D                  | Patty Fendick                   | Belinda Cordwell                        | 6:2, 6:0      |
| 30.01.  | Nutri-Metics Auckland, Neuseeland Tier V- 75.000 $ Hartplatz – 32E/32Q/16D                  | Patty Fendick Jill Hetherington | Elizabeth Smylie Janine Thompson        | 6:4, 6:4      |
| 30.01.  | Toray Pan Pacific Open Tokio, Japan Tier III – 250.000 $ Teppich (Halle) – 28E/32Q/16D      | Martina Navratilova             | Lori McNeil                             | 6:7, 6:3, 7:6 |
| 30.01.  | Toray Pan Pacific Open Tokio, Japan Tier III – 250.000 $ Teppich (Halle) – 28E/32Q/16D      | Katrina Adams Zina Garrison     | Mary Joe Fernández Claudia Kohde-Kilsch | 6:3, 3:6, 7:6 |

### Februar
| Datum 1 | Turnier | Siegerin                         | Finalgegnerin                        | Ergebnis      |
| ------- | --- | -------------------------------- | ------------------------------------ | ------------- |
| 06.02.  | Fernleaf Classic Wellington, Neuseeland Tier V – 50.000 $ Hartplatz – 32E/27Q/16D                               | Conchita Martínez                | Jo-Anne Faull                        | 6:1, 6:2      |
| 06.02.  | Fernleaf Classic Wellington, Neuseeland Tier V – 50.000 $ Hartplatz – 32E/27Q/16D                               | Elizabeth Smylie Janine Thompson | Tracey Morton Heidi Sprung           | 7:6, 6:1      |
| 13.02.  | Virginia Slims of Washington Fairfax, Vereinigte Staaten Tier II – 300.000 $ Teppich (Halle) – 32E/30Q/16D      | Steffi Graf                      | Zina Garrison                        | 6:1, 7:5      |
| 13.02.  | Virginia Slims of Washington Fairfax, Vereinigte Staaten Tier II – 300.000 $ Teppich (Halle) – 32E/30Q/16D      | Betsy Nagelsen Pam Shriver       | Natallja Swerawa Laryssa Sawtschenko | 6:2, 6:3      |
| 20.02.  | Virginia Slims of California Oakland, Vereinigte Staaten Tier III – 250.000 $ Teppich (Halle) – 32E/16D         | Zina Garrison                    | Laryssa Sawtschenko                  | 6:1, 6:1      |
| 20.02.  | Virginia Slims of California Oakland, Vereinigte Staaten Tier III – 250.000 $ Teppich (Halle) – 32E/16D         | Patty Fendick Jill Hetherington  | Laryssa Sawtschenko Natallja Swerawa | 7:5, 3:6, 6:2 |
| 20.02.  | Virginia Slims of Kansas Wichita, Vereinigte Staaten Tier V – 100.000 $ Hartplatz – 32E/32Q/16D                 | Amy Frazier                      | Barbara Potter                       | 4:6, 6:4, 6:0 |
| 20.02.  | Virginia Slims of Kansas Wichita, Vereinigte Staaten Tier V – 100.000 $ Hartplatz – 32E/32Q/16D                 | Manon Bollegraf Lise Gregory     | Sandy Collins Leila Mes’chi          | 6:2, 7:6      |
| 27.02.  | U.S. Women’s Hardcourt Championships San Antonio, Vereinigte Staaten Tier IV – 200.000 $ Hartplatz – 32E/15D    | Steffi Graf                      | Ann Henricksson                      | 6:1, 6:4      |
| 27.02.  | U.S. Women’s Hardcourt Championships San Antonio, Vereinigte Staaten Tier IV – 200.000 $ Hartplatz – 32E/15D    | Katrina Adams Pam Shriver        | Patty Fendick Jill Hetherington      | 3:6, 6:1, 6:4 |
| 27.02.  | Virginia Slims of Oklahoma Oklahoma City, Vereinigte Staaten Tier V – 100.000 $ Hartplatz (Halle) – 32E/32Q/16D | Manon Bollegraf                  | Leila Mes’chi                        | 6:4, 6:4      |
| 27.02.  | Virginia Slims of Oklahoma Oklahoma City, Vereinigte Staaten Tier V – 100.000 $ Hartplatz (Halle) – 32E/32Q/16D | Lori McNeil Betsy Nagelsen       | Elise Burgin Elizabeth Smylie        | kampflos      |

### März
| Datum 1 | Turnier | Siegerin                    | Finalgegnerin                    | Ergebnis      |
| ------- | --- | --------------------------- | -------------------------------- | ------------- |
| 06.03.  | Virginia Slims of Indian Wells Palm Springs, Vereinigte Staaten Tier III – 250.000 $ Hartplatz – 28E/36Q/16D         | Manuela Maleewa             | Jenny Byrne                      | 6:4, 6:1      |
| 06.03.  | Virginia Slims of Indian Wells Palm Springs, Vereinigte Staaten Tier III – 250.000 $ Hartplatz – 28E/36Q/16D         | Hana Mandlíková Pam Shriver | Rosalyn Fairbank Gretchen Magers | 6:3, 6:7, 6:3 |
| 13.03.  | Virginia Slims of Florida Boca Raton, Vereinigte Staaten Tier II – 300.000 $ Hartplatz – 56E/32Q/28D                 | Steffi Graf                 | Chris Evert                      | 4:6, 6:2, 6:3 |
| 13.03.  | Virginia Slims of Florida Boca Raton, Vereinigte Staaten Tier II – 300.000 $ Hartplatz – 56E/32Q/28D                 | Jana Novotná Helena Suková  | Jo Durie Mary Joe Fernández      | 6:4, 6:2      |
| 20.03.  | Lipton International Players Championships Miami, Vereinigte Staaten Tier I – 750.000 $ Hartplatz – 128E/64Q/64D/16M | Gabriela Sabatini           | Chris Evert                      | 6:1, 4:6, 6:2 |
| 20.03.  | Lipton International Players Championships Miami, Vereinigte Staaten Tier I – 750.000 $ Hartplatz – 128E/64Q/64D/16M | Jana Novotná Helena Suková  | Gigi Fernández Lori McNeil       | 7:6, 6:4      |

### April
| Datum 1 | Turnier | Siegerin                             | Finalgegnerin                          | Ergebnis       |
| ------- | --- | ------------------------------------ | -------------------------------------- | -------------- |
| 03.04.  | Family Circle Cup Hilton Head Island, Vereinigte Staaten Tier II – 300.000 $ Sandplatz – 56E/32Q/28D       | Steffi Graf                          | Natallja Swerawa                       | 6:1, 6:1       |
| 03.04.  | Family Circle Cup Hilton Head Island, Vereinigte Staaten Tier II – 300.000 $ Sandplatz – 56E/32Q/28D       | Hana Mandlíková Martina Navratilova  | Mary-Lou Daniels Wendy White           | 6:4, 6:1       |
| 10.04.  | Bausch & Lomb Championships Amelia Island, Vereinigte Staaten Tier II – 300.000 $ Sandplatz – 56E/32Q/28D  | Gabriela Sabatini                    | Steffi Graf                            | 3:6, 6:3, 7:5  |
| 10.04.  | Bausch & Lomb Championships Amelia Island, Vereinigte Staaten Tier II – 300.000 $ Sandplatz – 56E/32Q/28D  | Laryssa Sawtschenko Natallja Swerawa | Martina Navratilova Pam Shriver        | 7:6, 2:6, 6:1  |
| 10.04.  | DHL Singapore Women’s Open Singapur, Singapur Tier V – 75.000 $ Sandplatz – 32E/27Q/16D                    | Belinda Cordwell                     | Akiko Kijimuta                         | 6:1, 6:0       |
| 10.04.  | DHL Singapore Women’s Open Singapur, Singapur Tier V – 75.000 $ Sandplatz – 32E/27Q/16D                    | Belinda Cordwell Elizabeth Smylie    | Ann Henricksson Beth Herr              | 6:76, 6:2, 6:1 |
| 17.04.  | Eckerd Open Tampa, Vereinigte Staaten Tier IV – 200.000 $ Sandplatz – 32E/32Q/16D                          | Conchita Martínez                    | Gabriela Sabatini                      | 6:3, 6:2       |
| 17.04.  | Eckerd Open Tampa, Vereinigte Staaten Tier IV – 200.000 $ Sandplatz – 32E/32Q/16D                          | Brenda Schultz Andrea Temesvári      | Elise Burgin Rosalyn Fairbank          | 7:6, 6:4       |
| 17.04.  | Suntory Japan Open Tokio, Japan Tier V – 100.000 $ Hartplatz – 32E/32Q/16D                                 | Kumiko Okamoto                       | Elizabeth Smylie                       | 6:4, 6:2       |
| 17.04.  | Suntory Japan Open Tokio, Japan Tier V – 100.000 $ Hartplatz – 32E/32Q/16D                                 | Jill Hetherington Elizabeth Smylie   | Ann Henricksson Beth Herr              | 6:1, 6:3       |
| 24.04.  | Taipei International Women’s Tennis Championships Taipeh, Taiwan Tier V – 50.000 $ Hartplatz – 32E/25Q/16D | Anne Minter                          | Cammy MacGregor                        | 6:1, 4:6, 6:2  |
| 24.04.  | Taipei International Women’s Tennis Championships Taipeh, Taiwan Tier V – 50.000 $ Hartplatz – 32E/25Q/16D | Maria Lindstrom Heather Ludloff      | Cecilia Dahlman Nana Miyagi            | 4:6, 7:5, 6:3  |
| 24.04.  | Virginia Slims of Houston Houston, Vereinigte Staaten Tier III – 250.000 $ Sandplatz – 32E/32Q/16D         | Monica Seles                         | Chris Evert                            | 3:6, 6:1, 6:4  |
| 24.04.  | Virginia Slims of Houston Houston, Vereinigte Staaten Tier III – 250.000 $ Sandplatz – 32E/32Q/16D         | Katrina Adams Zina Garrison          | Gigi Fernández Lori McNeil             | 6:3, 6:4       |
| 24.04.  | International Championships of Spain Barcelona, Spanien Tier V – 100.000 $ Sandplatz – 32E/32Q/16D         | Arantxa Sánchez Vicario              | Helen Kelesi                           | 6:2, 5:7, 6:1  |
| 24.04.  | International Championships of Spain Barcelona, Spanien Tier V – 100.000 $ Sandplatz – 32E/32Q/16D         | Jana Novotná Tine Scheuer-Larsen     | Arantxa Sánchez Vicario Judith Wiesner | 6:2, 2:6, 7:6  |

### Mai
| Datum 1 | Turnier                                                                                            | Sieger(in)                           | Finalgegner(in)                            | Ergebnis      |
| ------- | -------------------------------------------------------------------------------------------------- | ------------------------------------ | ------------------------------------------ | ------------- |
| 01.05.  | Citizen Cup Hamburg, Bundesrepublik Deutschland Tier IV – 200.000 $ Sandplatz – 56E/24D            | Steffi Graf                          | Jana Novotná                               | kampflos      |
| 01.05.  | Citizen Cup Hamburg, Bundesrepublik Deutschland Tier IV – 200.000 $ Sandplatz – 56E/24D            | Isabelle Demongeot Nathalie Tauziat  | Jana Novotná Helena Suková                 | kampflos      |
| 01.05.  | Coppa Mantegazza Tarent, Italien Tier V – 50.000 $ Sandplatz – 32E/32Q/16D                         | Karine Quentrec                      | Cathy Caverzasio                           | 6:3, 5:7, 6:3 |
| 01.05.  | Coppa Mantegazza Tarent, Italien Tier V – 50.000 $ Sandplatz – 32E/32Q/16D                         | Sabrina Goleš Mercedes Paz           | Sophie Amiach Emmanuelle Derly             | 6:2, 6:2      |
| 08.05.  | Italian Open Rom, Italien Tier II – 300.000 $ Sandplatz – 56E/32Q/27D                              | Gabriela Sabatini                    | Arantxa Sánchez Vicario                    | 6:2, 5:7, 6:4 |
| 08.05.  | Italian Open Rom, Italien Tier II – 300.000 $ Sandplatz – 56E/32Q/27D                              | Elizabeth Smylie Janine Thompson     | Manon Bollegraf Mercedes Paz               | 6:4, 6:3      |
| 15.05.  | Lufthansa Cup Berlin (West), Bundesrepublik Deutschland Tier I – 300.000 $ Sandplatz – 56E/32Q/28D | Steffi Graf                          | Gabriela Sabatini                          | 6:3, 6:1      |
| 15.05.  | Lufthansa Cup Berlin (West), Bundesrepublik Deutschland Tier I – 300.000 $ Sandplatz – 56E/32Q/28D | Elizabeth Smylie Janine Thompson     | Lise Gregory Gretchen Magers               | 5:7, 6:3, 6:2 |
| 22.05.  | European Open Genf, Schweiz Tier V – 100.000 $ Sandplatz – 32E/32Q/16D                             | Manuela Maleewa                      | Conchita Martínez                          | 6:4, 6:0      |
| 22.05.  | European Open Genf, Schweiz Tier V – 100.000 $ Sandplatz – 32E/32Q/16D                             | Katrina Adams Lori McNeil            | Laryssa Sawtschenko Natallja Swerawa       | 2:6, 6:3, 6:4 |
| 22.05.  | Internationaux de Strasbourg Straßburg, Frankreich Tier V – 100.000 $ Sandplatz – 32E/32Q/16D      | Jana Novotná                         | Patricia Tarabini                          | 6:1, 6:2      |
| 22.05.  | Internationaux de Strasbourg Straßburg, Frankreich Tier V – 100.000 $ Sandplatz – 32E/32Q/16D      | Mercedes Paz Judith Wiesner          | Lise Gregory Gretchen Magers               | 6:3, 6:3      |
| 29.05.  | French Open Paris, Frankreich Grand Slam – 1.945.400 $ Sandplatz – 128E/64Q/64D/32M                | Arantxa Sánchez Vicario              | Steffi Graf                                | 7:6, 3:6, 7:5 |
| 29.05.  | French Open Paris, Frankreich Grand Slam – 1.945.400 $ Sandplatz – 128E/64Q/64D/32M                | Larissa Sawtschenko Natallja Swerawa | Steffi Graf Gabriela Sabatini              | 6:4, 6:4      |
| 29.05.  | French Open Paris, Frankreich Grand Slam – 1.945.400 $ Sandplatz – 128E/64Q/64D/32M                | Manon Bollegraf Tom Nijssen          | Arantxa Sánchez Vicario Horacio de la Peña | 6:3, 6:7, 6:2 |

### Juni
| Datum 1 | Turnier                                                                                                  | Sieger(in)                           | Finalgegner(in)                      | Ergebnis      |
| ------- | --- | ------------------------------------ | ------------------------------------ | ------------- |
| 12.06.  | The Dow Classic Birmingham, Großbritannien Tier V – 150.000 $ Rasen – 56E/32Q/28D                        | Martina Navratilova                  | Zina Garrison                        | 7:6, 6:3      |
| 12.06.  | The Dow Classic Birmingham, Großbritannien Tier V – 150.000 $ Rasen – 56E/32Q/28D                        | Laryssa Sawtschenko Natallja Swerawa | Meredith McGrath Pam Shriver         | 7:5, 5:7, 6:0 |
| 19.06.  | Pilkington Glass Ladies Championships Eastbourne, Großbritannien Tier II – 300.000 $ Rasen – 64E/32Q/32D | Martina Navratilova                  | Raffaella Reggi                      | 7:62, 6:2     |
| 19.06.  | Pilkington Glass Ladies Championships Eastbourne, Großbritannien Tier II – 300.000 $ Rasen – 64E/32Q/32D | Katrina Adams Zina Garrison          | Jana Novotná Helena Suková           | 6:3, Aufgabe  |
| 26.06.  | Wimbledon Championships Wimbledon, Großbritannien Grand Slam – 2.204.162 $ Rasen – 128E/64Q/64D/64M      | Steffi Graf                          | Martina Navratilova                  | 6:2, 6:7, 6:1 |
| 26.06.  | Wimbledon Championships Wimbledon, Großbritannien Grand Slam – 2.204.162 $ Rasen – 128E/64Q/64D/64M      | Jana Novotná Helena Suková           | Laryssa Sawtschenko Natallja Swerawa | 6:1, 6:2      |
| 26.06.  | Wimbledon Championships Wimbledon, Großbritannien Grand Slam – 2.204.162 $ Rasen – 128E/64Q/64D/64M      | Jana Novotná Jim Pugh                | Jenny Byme Mark Kratzmann            | 6:4, 5:7, 6:4 |

### Juli
| Datum 1 | Turnier | Siegerin                          | Finalgegnerin                     | Ergebnis      |
| ------- | --- | --------------------------------- | --------------------------------- | ------------- |
| 10.07.  | Arcachon Ladies Cup Arcachon, Frankreich Tier V – 100.000 $ Sandplatz – 32E/21Q/14D                          | Judith Wiesner                    | Barbara Paulus                    | 6:3, 6:7, 6:1 |
| 10.07.  | Arcachon Ladies Cup Arcachon, Frankreich Tier V – 100.000 $ Sandplatz – 32E/21Q/14D                          | Sandra Cecchini Patricia Tarabini | Mercedes Paz Brenda Schultz       | 6:3, 7:6      |
| 17.07.  | Belgian Ladies Open Tennis Championships Brüssel, Belgien Tier V – 100.000 $ Sandplatz – 32E/32Q/16D         | Radka Zrubáková                   | Mercedes Paz                      | 7:6, 6:4      |
| 17.07.  | Belgian Ladies Open Tennis Championships Brüssel, Belgien Tier V – 100.000 $ Sandplatz – 32E/32Q/16D         | Manon Bollegraf Mercedes Paz      | Carin Bakkum Simone Schilder      | 6:1, 6:2      |
| 17.07.  | Estoril Ladies Open Oeiras, Portugal Tier V – 100.000 $ Sandplatz – 32E/17Q/16D                              | Isabel Cueto                      | Sandra Cecchini                   | 7:6, 6:2      |
| 17.07.  | Estoril Ladies Open Oeiras, Portugal Tier V – 100.000 $ Sandplatz – 32E/17Q/16D                              | Iva Budařová Regina Rajchrtová    | Gabriela Castro Conchita Martínez | 6:2, 6:4      |
| 17.07.  | Virginia Slims of Newport Newport, Vereinigte Staaten Tier IV – 200.000 $ Rasen – 32E/32Q/16D                | Zina Garrison                     | Pam Shriver                       | 6:0, 6:1      |
| 17.07.  | Virginia Slims of Newport Newport, Vereinigte Staaten Tier IV – 200.000 $ Rasen – 32E/32Q/16D                | Gigi Fernández Lori McNeil        | Elizabeth Smylie Wendy Turnbull   | 6:3, 6:7, 7:5 |
| 24.07.  | OTB Open Schenectady, Vereinigte Staaten Tier V – 75.000 $ Hartplatz – 56E/24D                               | Laura Gildemeister                | Marianne Werdel                   | 6:4, 6:3      |
| 24.07.  | OTB Open Schenectady, Vereinigte Staaten Tier V – 75.000 $ Hartplatz – 56E/24D                               | Michelle Jaggard Hu Na            | Sandra Birch Debbie Graham        | 6:3, 6:2      |
| 24.07.  | Volvo Ladies Open Båstad, Schweden Tier V – 75.000 $ Sandplatz – 32E/32Q/16D                                 | Katerina Maleewa                  | Sabine Hack                       | 6:1, 6:3      |
| 24.07.  | Volvo Ladies Open Båstad, Schweden Tier V – 75.000 $ Sandplatz – 32E/32Q/16D                                 | Mercedes Paz Tine Scheuer-Larsen  | Sabrina Goleš Katerina Maleewa    | 6:2, 7.5      |
| 31.07.  | Great American Bank Tennis Classic San Diego, Vereinigte Staaten Tier IV – 200.000 $ Hartplatz – 32E/32Q/16D | Steffi Graf                       | Zina Garrison                     | 6:4, 7:5      |
| 31.07.  | Great American Bank Tennis Classic San Diego, Vereinigte Staaten Tier IV – 200.000 $ Hartplatz – 32E/32Q/16D | Elise Burgin Rosalyn Fairbank     | Gretchen Magers Robin White       | 4:6, 6:3, 6:3 |
| 31.07.  | Vitosha New Otani Sofia, Bulgarien Tier V – 50.000 $ Sandplatz – 32E/25Q/16D                                 | Isabel Cueto                      | Katerina Maleewa                  | 6:2, 7:63     |
| 31.07.  | Vitosha New Otani Sofia, Bulgarien Tier V – 50.000 $ Sandplatz – 32E/25Q/16D                                 | Laura Garrone Laura Golarsa       | Silke Meier Elena Pampoulova      | 6:4, 7:5      |

### August
| Datum 1 | Turnier | Sieger(in)                          | Finalgegner(in)                         | Ergebnis      |
| ------- | --- | ----------------------------------- | --------------------------------------- | ------------- |
| 07.08.  | Virginia Slims of Los Angeles Manhattan Beach, Vereinigte Staaten Tier II – 300.000 $ Hartplatz – 56E/32Q/28D | Martina Navratilova                 | Gabriela Sabatini                       | 6:0, 6:2      |
| 07.08.  | Virginia Slims of Los Angeles Manhattan Beach, Vereinigte Staaten Tier II – 300.000 $ Hartplatz – 56E/32Q/28D | Martina Navratilova Wendy Turnbull  | Mary Joe Fernández Claudia Kohde-Kilsch | 5:2 Aufgabe   |
| 14.08.  | Virginia Slims of Albuquerque Albuquerque, Vereinigte Staaten Tier V – 100.000 $ Hartplatz – 32E/32Q/16D      | Lori McNeil                         | Elan Reinach                            | 6:1, 6:3      |
| 14.08.  | Virginia Slims of Albuquerque Albuquerque, Vereinigte Staaten Tier V – 100.000 $ Hartplatz – 32E/32Q/16D      | Nicole Provis Elna Reinach          | Raffaella Reggi Arantxa Sánchez Vicario | 4:6, 6:4, 6:2 |
| 21.08.  | Player’s Ltd. Challenge Canadian Open Toronto, Kanada Tier II – 300.000 $ Hartplatz – 56E/32Q/28D             | Martina Navratilova                 | Arantxa Sánchez Vicario                 | 6:2, 6:2      |
| 21.08.  | Player’s Ltd. Challenge Canadian Open Toronto, Kanada Tier II – 300.000 $ Hartplatz – 56E/32Q/28D             | Gigi Fernández Robin White          | Martina Navratilova Laryssa Sawtschenko | 6:1, 7:5      |
| 21.08.  | United Jersey Bank Classic Mahwah, Vereinigte Staaten Tier IV – 200.000 $ Hartplatz – 32E/16D                 | Steffi Graf                         | Andrea Temesvári                        | 7:5, 6:2      |
| 21.08.  | United Jersey Bank Classic Mahwah, Vereinigte Staaten Tier IV – 200.000 $ Hartplatz – 32E/16D                 | Steffi Graf Pam Shriver             | Louise Allen Laura Gildemeister         | 6:2, 6:4      |
| 28.08.  | US Open New York, Vereinigte Staaten Grand Slam – 2.000.000 $ Hartplatz – 128E/64Q/64D/32M                    | Steffi Graf                         | Martina Navratilova                     | 3:6, 7:5, 6:1 |
| 28.08.  | US Open New York, Vereinigte Staaten Grand Slam – 2.000.000 $ Hartplatz – 128E/64Q/64D/32M                    | Hana Mandlíková Martina Navratilova | Mary Joe Fernández Pam Shriver          | 5:7, 6:4, 6:4 |
| 28.08.  | US Open New York, Vereinigte Staaten Grand Slam – 2.000.000 $ Hartplatz – 128E/64Q/64D/32M                    | Robin White Shelby Cannon           | Meredith McGrath Rick Leach             | 3:6, 6:2, 7:5 |

### September
| Datum 1 | Turnier                                                                                                | Siegerin                          | Finalgegnerin                     | Ergebnis       |
| ------- | --- | --------------------------------- | --------------------------------- | -------------- |
| 11.09.  | Virginia Slims of Arizona Phoenix, Vereinigte Staaten Tier V – 100.000 $ Hartplatz – 32E/32Q/16D       | Conchita Martínez                 | Elise Burgin                      | 3:6, 6:4, 6:2  |
| 11.09.  | Virginia Slims of Arizona Phoenix, Vereinigte Staaten Tier V – 100.000 $ Hartplatz – 32E/32Q/16D       | Penny Barg Peanut Louie Harper    | Elise Burgin Rosalyn Fairbank     | 7:6, 7:6       |
| 11.09.  | Athens Open Athen, Griechenland Tier V – 75.000 $ Sandplatz – 32E/25Q/16D                              | Cecilia Dahlman                   | Rachel McQuillan                  | 6:3, 1:6, 7:5  |
| 11.09.  | Athens Open Athen, Griechenland Tier V – 75.000 $ Sandplatz – 32E/25Q/16D                              | Sandra Cecchini Patricia Tarabini | Silke Meier Elena Pampoulova      | 4:6, 6:4, 6:2  |
| 11.09.  | Virginia Slims International Doubles Championships Tokio, Japan 175.000 $ Teppich (Halle) – 8D         | Gigi Fernández Robin White        | Elizabeth Smylie Wendy Turnbull   | 6:2, 6:2       |
| 18.09.  | Clarins Open Paris, Frankreich Tier V – 100.000 $ Sandplatz – 32E/28Q/16D                              | Sandra Cecchini                   | Regina Rajchrtová                 | 6:4, 6:75, 6:1 |
| 18.09.  | Clarins Open Paris, Frankreich Tier V – 100.000 $ Sandplatz – 32E/28Q/16D                              | Sandra Cecchini Patricia Tarabini | Nathalie Herreman Catherine Suire | 6:1, 6:1       |
| 18.09.  | Virginia Slims of Dallas Dallas, Vereinigte Staaten Tier III – 250.000 $ Teppich (Halle) – 28E/32Q/16D | Martina Navratilova               | Monica Seles                      | 7:6, 6:3       |
| 18.09.  | Virginia Slims of Dallas Dallas, Vereinigte Staaten Tier III – 250.000 $ Teppich (Halle) – 28E/32Q/16D | Mary Joe Fernández Betsy Nagelsen | Elise Burgin Rosalyn Fairbank     | 7:65, 6:3      |

### Oktober
| Datum 1 | Turnier | Siegerin                             | Finalgegnerin                      | Ergebnis             |
| ------- | --- | ------------------------------------ | ---------------------------------- | -------------------- |
| 02.10.  | Federation Cup Finale Tokio, Japan, ITF – Hartplatz                                                                  | Vereinigte Staaten                   | Spanien                            | 3:0                  |
| 09.10.  | Moscow Open Moskau, Sowjetunion Tier V – 100.000 $ Teppich (Halle) – 32E/24Q/16D                                     | Gretchen Magers                      | Natallja Swerawa                   | 6:3, 6:4             |
| 09.10.  | Moscow Open Moskau, Sowjetunion Tier V – 100.000 $ Teppich (Halle) – 32E/24Q/16D                                     | Laryssa Sawtschenko Natallja Swerawa | Nathalie Herreman Catherine Suire  | 6:3, 6:4             |
| 09.10.  | Porsche Tennis Grand Prix Filderstadt, Bundesrepublik Deutschland Tier III – 250.000 $ Teppich (Halle) – 32E/32Q/16D | Gabriela Sabatini                    | Mary Joe Fernández                 | 7:65, 6:4            |
| 09.10.  | Porsche Tennis Grand Prix Filderstadt, Bundesrepublik Deutschland Tier III – 250.000 $ Teppich (Halle) – 32E/32Q/16D | Gigi Fernández Robin White           | Raffaella Reggi Elna Reinach       | 6:4, 7:62            |
| 16.10.  | Open de La Côte Basque Bayonne, Frankreich Tier V – 100.000 $ Hartplatz (Halle) – 32E/32Q/16D                        | Katerina Maleewa                     | Conchita Martínez                  | 6:2, 6:2             |
| 16.10.  | Open de La Côte Basque Bayonne, Frankreich Tier V – 100.000 $ Hartplatz (Halle) – 32E/32Q/16D                        | Manon Bollegraf Catherine Tanvier    | Elna Reinach Raffaella Reggi       | 7:6, 7:5             |
| 16.10.  | European Indoors Zürich, Schweiz Tier III – 250.000 $ Teppich (Halle) – 32E/14D                                      | Steffi Graf                          | Jana Novotná                       | 6:1, 7:66            |
| 16.10.  | European Indoors Zürich, Schweiz Tier III – 250.000 $ Teppich (Halle) – 32E/14D                                      | Jana Novotná Helena Suková           | Nathalie Tauziat Judith Wiesner    | 6:3, 3:6, 6:4        |
| 23.10.  | Midland Bank Championships Brighton, Großbritannien Tier III – 250.000 $ Teppich (Halle) – 32E/32Q/16D               | Steffi Graf                          | Monica Seles                       | 7:5, 6:4             |
| 23.10.  | Midland Bank Championships Brighton, Großbritannien Tier III – 250.000 $ Teppich (Halle) – 32E/32Q/16D               | Katrina Adams Lori McNeil            | Hana Mandlíková Jana Novotná       | 4:6, 7:67, 6:4       |
| 23.10.  | Puerto Rico Open San Juan, Puerto Rico Tier IV – 100.000 $ Hartplatz – 32E/32Q/16D                                   | Laura Gildemeister                   | Gigi Fernández                     | 6:1, 6:2             |
| 23.10.  | Puerto Rico Open San Juan, Puerto Rico Tier IV – 100.000 $ Hartplatz – 32E/32Q/16D                                   | Gigi Fernández Robin White           | Cammy MacGregor Ronni Reis         | wegen Regen abgesagt |
| 30.10.  | Virginia Slims of Indianapolis Indianapolis, Vereinigte Staaten Tier V – 100.000 $ Hartplatz (Halle) – 32E/32Q/16D   | Katerina Maleewa                     | Raffaella Reggi                    | 6:4, 6:4             |
| 30.10.  | Virginia Slims of Indianapolis Indianapolis, Vereinigte Staaten Tier V – 100.000 $ Hartplatz (Halle) – 32E/32Q/16D   | Katrina Adams Lori McNeil            | Claudia Porwik Laryssa Sawtschenko | 6:4, 6:4             |
| 30.10.  | Virginia Slims of New England Worcester, Vereinigte Staaten Tier II – 300.000 $ Teppich (Halle) – 32E/16D            | Martina Navratilova                  | Zina Garrison                      | 6:2, 6:3             |
| 30.10.  | Virginia Slims of New England Worcester, Vereinigte Staaten Tier II – 300.000 $ Teppich (Halle) – 32E/16D            | Martina Navratilova Pam Shriver      | Elise Burgin Rosalyn Fairbank      | 6:4, 4:6, 6:4        |

### November
| Datum 1 | Turnier | Siegerin                             | Finalgegnerin                        | Ergebnis           |
| ------- | --- | ------------------------------------ | ------------------------------------ | ------------------ |
| 06.11.  | Virginia Slims of Chicago Chicago, Vereinigte Staaten Tier III – 250.000 $ Teppich (Halle) – 28E/16D         | Zina Garrison                        | Laryssa Sawtschenko                  | 6:3, 2:6, 6:4      |
| 06.11.  | Virginia Slims of Chicago Chicago, Vereinigte Staaten Tier III – 250.000 $ Teppich (Halle) – 28E/16D         | Laryssa Sawtschenko Natallja Swerawa | Jana Novotná Helena Suková           | 6:3, 2:6, 6:3      |
| 06.11.  | Virginia Slims of Nashville Brentwood, Vereinigte Staaten Tier V – 100.000 $ Hartplatz (Halle) – 32E/32Q/16D | Leila Mes’chi                        | Helen Kelesi                         | 6:2, 6:3           |
| 06.11.  | Virginia Slims of Nashville Brentwood, Vereinigte Staaten Tier V – 100.000 $ Hartplatz (Halle) – 32E/32Q/16D | Manon Bollegraf Meredith McGrath     | Natalija Medwedjewa Leila Mes’chi    | 1:6, 7:6, 7:6      |
| 13.11.  | WTA Championships New York, Vereinigte Staaten Masters – 1.000.000 $ Teppich (Halle) – 16E/8D                | Steffi Graf                          | Martina Navratilova                  | 6:4, 7:5, 2:6, 6:2 |
| 13.11.  | WTA Championships New York, Vereinigte Staaten Masters – 1.000.000 $ Teppich (Halle) – 16E/8D                | Martina Navratilova Pam Shriver      | Laryssa Sawtschenko Natallja Swerawa | 6:3, 6:2           |

### Dezember
| Datum 1 | Turnier                                                                         | Siegerin                       | Finalgegnerin                       | Ergebnis  |
| ------- | ------------------------------------------------------------------------------- | ------------------------------ | ----------------------------------- | --------- |
| 11.12.  | The Rainha Classic Guarujá, Brasilien Tier V – 75.000 $ Hartplatz – 32E/32Q/16D | Federica Haumuller             | Patricia Tarabini                   | 7:67, 6:4 |
| 11.12.  | The Rainha Classic Guarujá, Brasilien Tier V – 75.000 $ Hartplatz – 32E/32Q/16D | Mercedes Paz Patricia Tarabini | Claudia Chabalgoity Luciana Corsato | 6:2, 6:2  |